# Eremohadena
Eremohadena is een geslacht van vlinders van de familie Uilen (Noctuidae).

## Soorten
- E. chenopodiphaga (Rambur, 1832)
- E. halimi (Millière, 1877)
- E. immunda (Eversmann, 1842)
- E. mariana (Lajonquiere, 1964)
- E. roseonitens (Oberthur, 1887)